# Czaryż
Czaryż – wieś sołecka w Polsce położona w województwie świętokrzyskim, w powiecie włoszczowskim, w gminie Secemin.
| SIMC    | Nazwa     | Rodzaj     |
| ------- | --------- | ---------- |
| 0145336 | Pod Lasem | przysiółek |

W latach 1975–1998 miejscowość administracyjnie należała do województwa częstochowskiego.
W Czaryżu znajduje się remiza OSP (od 1967).

## Historia
Nazwy lokalne w dokumentach źródłowych
1376 „Czarzch”, „Czarzis”, „Czarzys”, 1381 „Sczarzirz”, „Szczarziz”, „Szczarzirz”, „Szczarzrziz”, 1385 „Sczarzicz”, 1388 „Czirzycz”, „Sczarin”, 1397 „Czerzesz”, 1398 „Czarzisz”, „Sczerzesz”, 1399 „Sczarzirz”, 1400 „Sczerzysz”, 1423 „Czarysz”, 1466 „Czarzysz”, „Czarzyz”, 1470 „Czarzicze”, 1484 „Czarszysz”, 1496 „Carysch”, 1529 „Sharzycz”.
Etymologia nazwy
Według Kazimierza Rymuta nazwa wsi pochodzi od nazwy osobowej, to jest imienia „Czażyr”.
Podległość administracyjna
1490  powiat krakowski 1508, 1581 powiat lelowski od 1508  parafia Dzierzgów.
Kalendarium
Własność szlachecka. Od 1376, wieś należała do rycerskiej rodziny herbu Korczak. Pierwszym znanym jej przedstawicielem był Florian z Czaryża.  
- 1376-82 – Florian z Czaryża
- 1381 – Jakub z Sczarzirza oraz Siema z Sczarzirza
- 1381-6 – Mikołaj Chamala, Tamala, Chabala z Czaryża
- 1384 – żona Mikołaja z Żarnowca z Katarzyną żoną Sławomira z Żelisławic oraz z wdową po Florianie z Czaryża procesują się o dziedzictwo w Psarach [par. Dzierzgów] i Czaryżu[7]
- 1385 – w działach Sławomir z Czaryża oraz Katarzyna, Katusza z Czaryża
- 1386 – w działach Sobek z Czaryża
- 1388 – Mikołaj z Szczarina
- 1388-1400 – występuje Andrzej z Czaryża
- 1400 – z akt sądowych - Wydżga z Przyłęku (par. własna) skazany na karę  za dzierżenie siłą łanu Andrzeja w Czaryżu, Andrzej z Czaryża tego pozyskuje prawnie na tymże Wydżdze 1 łan w Psarach
- 1423 – Wawrzyniec z Lipnika (parafia Żuraw) zastawia za 34 grzywny wyżej  wymienionemu Andrzejowi całą swoją część w Woli Sasinowej (dziś Wola Czaryska) i Czaryżu
- 1466-96 – Jakub z Czaryża i jego żona Katarzyna z Wojsławic (dziś Ojsławice)
- 1470 – Mikołaj z Czaryża procesuje się z Mikołajem z Modlnicy Małej
- 1484 – występuje w działach Mikołaj z Woli Sasinowej i Czaryża
- 1508 – pobór z 1 1/2 łana
- 1529 – dziesięciny snopowe wartości 4 grzywny z całej wsi oddają plebanowi w Dzierzgowie
- 1530 – pobór z 1 1/2 łana[7]
- 1595 – wieś położona w powiecie lelowskim województwa krakowskiego była własnością wojskiego krakowskiego Stanisława Szafrańca[9].

Lata początku XX wieku
W 1907 r. w majątku Czaryż hrabiowie Andrzej i Jerzy Morstinowie urządzili polowanie relacjonowane przez wysłannika „Gazety Kieleckiej”, w czasie którego 11 myśliwych ustrzeliło 596 sztuk rozmaitej zwierzyny łownej.
Według spisu powszechnego z roku 1921 miejscowość Czaryż posiadała 25 domów i 185 mieszkańców.
Okres wojny
27 kwietnia 1944 r. w Czaryżu przypadkowo aresztowany został major Hipolit Świderski ps. Jura, komendant oddziału włoszczowskiego AK. Po przesłuchaniach, maltretowanego w kieleckim więzieniu majora udało się wydostać i przerzucić na inny teren.

## Zabytki
- Rządcówka z XIX/XX w. oraz pozostałości parku krajobrazowego z XIX w.